# 朱柏
朱 柏（しゅ はく、洪武4年8月3日（1371年9月12日）- 建文元年4月13日（1399年5月18日））は、明の皇族。

## 生涯
初代皇帝である朱元璋（洪武帝）の十二男。生母は胡順妃。第3代皇帝である永楽帝の異母弟。
洪武18年（1385年）、父より湘王に封じられて荊州に赴任した。朱元璋の男児の中では正妻の馬皇后の5人の息子以外の庶子の中で最も有能であり、軍議を好み、弓は百歩離れた所から引いても百発百中で、膂力は5人力で、剣においても右に出る者はいないとまで称された智勇兼備の皇子だった。
建文帝の時代に謀反の企みありとして、問罪使が送られた。史料では建文帝の側近である斉泰らのでっち上げとされているが、朱柏は城門を閉じると自ら宮殿に火をかけ、「我は先帝の子である。あによく僕隷の手に辱められて生きるを求めんや」と叫んで壮烈な焼死を遂げた。享年29。悪い意味の「戻」と諡された。
永楽元年（1403年）、建文帝を廃して即位した朱棣によって、朱柏は「献」と諡を改められ、葬された。

## 家族
- 妻：呉氏 - 朱柏と共に自害した。
- 娘：2人。夭折した。